# آئویاما تاداتوشی
آئویاما تاداتوشی (به ژاپنی: 青山 忠俊 Aoyama Tadatoshi); ۱۸ مارس ۱۵۷۸ – ۱ ژوئن ۱۶۴۳) سامورایی، دایمیو و روجو در دوره ادو اهل ژاپن بود.